# El último adiós (The Last Goodbye)
"El Último Adiós" é uma canção escrita pelo cantor peruano Gian Marco e Emílio Estefan Jr. (em inglês "The Last Goodbye", escrito por Jodi Marr) em memória dos ataques de 11 de setembro. Mais de 60 artistas diferentes se juntaram para cantar as letras para ajudar a arrecadar dinheiro para instituições de caridade e ajudar as famílias das vítimas. A música foi lançada em um CD especial e foi vendida em todo o mundo. Nos quatro minutos da música, uma variedade de gêneros musicais pode ser ouvida. As estrelas internacionais que colaboraram com Gian Marco incluíram Ricky Martin, Jennifer Lopez, Shakira, Christina Aguilera, Paulina Rubio, Thalía, Chayanne, Alejandro Sanz, Ivete Sangalo, Marc Anthony, Ana Bárbara, Juan Luis Guerra and Gloria Estefan.

## Intérpretes
Abaixo está a lista dos artistas que cantam essa música.
Condutores
- Gian Marco
- Emílio Estefan Jr

Solos (em ordem de aparição)
- Ricky Martin
- Alejandro Sanz
- Thalía
- Juan Luis Guerra & Gloria Estefan
- Celia Cruz
- Juan Luis Guerra, Gloria Estefan & Olga Tañón
- Ricardo Montaner
- Ana Gabriel
- Jorge Hernández / Los Tigres del Norte & Alicia Villareal / Grupo Limite
- Alejandro Fernández
- Carlos Vives
- Jaci Velasquez
- José Luis Rodríguez "El Puma"
- Marco Antonio Solís
- José José & Lucía Méndez
- Jennifer Lopez
- Emmanuel
- Chayanne
- Elvis CrespoGiselle & Gilberto Santa Rosa
- Paulina Rubio
- Beto Cuevas / La Ley
- Ana Bárbara
- Carlos Ponce
- Jon Secada
- Shakira
- Gian Marco
- Luis Fonsi
- Yuri & Miguel Bosé
- Wilkins Vélez, Giselle, Melina León & Ramiro / Limi
- Todos Unidos, Christina Aguilera Ad Libs
- José Feliciano & Alejandro Sanz
- José Feliciano

Refrão
| - A.B. Quintanilla - Alberto "Beto" Zapata - Alvaro Torres - Charlie Zaa - Ednita Nazario - Elvis Crespo - Emilio Regueira - Franco DeVita - Ivete Sangalo - Kumbia Kings - Luis Conte - Luis Enrique - MDO | - Marcos Llunas - Mauricio Claveria - Nestor Torres - Nicolas Tovar - OV7 - Pilar Montenegro - Rey Ruiz - Ricky Muñoz - Shalim - Soraya - Tito Puente - Tommy Torres |

## Lista de faixas
1. El Ultimo Adiós (Varios Artistas Version) 3:58
2. The Last Goodbye (Jon Secada Version) 3:58
3. El Ultimo Adiós (Arturo Sandoval Instrumental Version) 3:58
4. El Ultimo Adiós (Gian Marco Version) 3:58

## EP
| #  | Música                                                   | Artista         | Compositor                      | Duração |
| -- | -------------------------------------------------------- | --------------- | ------------------------------- | ------- |
| 1. | "El Ultimo Adiós (Varios Artistas Version)"              | Vários artistas | Emilio Estefan, Jr., Gian Marco | 3:57    |
| 2. | "The Last Goodbye (Jon Secada Version)"                  | Jon Secada      | Emilio Estefan, Jr., Gian Marco | 3:59    |
| 3. | "El Ultimo Adiós (Arturo Sandoval Instrumental Version)" | Arturo Sandoval | Emilio Estefan, Jr., Gian Marco | 3:59    |
| 4. | "El Ultimo Adiós (Gian Marco Version)"                   | Gian Marco      | Emilio Estefan, Jr., Gian Marco | 3:59    |

## Promoção
A canção foi performada apenas uma vez em um concerto de Gian Marco, wem uma versão acústica.

## Desempenho nas tabelas musicais
| Chart (2001)                     | Peak position |
| -------------------------------- | ------------- |
| EUA (Billboard 200)              | 197           |
| EUA (Billboard Latin Albums)     | 3             |
| EUA (Billboard Latin Pop Albums) | 2             |